# Ukkusiksaliks nationalpark
Ukkusiksaliks nationalpark är en nationalpark i Nunavut i Kanada, nära samhället Naujaat. Parken inrättades den 23 augusti 2003 som den fyrtioförsta nationalparken i Kanada och den fjärde i Nunavut. Det skyddade området omfattar en yta på 20 500 kvadratkilometer. Ukkusiksaliks nationalpark är därmed minst av de fyra nationalparkerna i Nunavut, men den sjätte största av alla Kanadas nationalparker.

## Historia

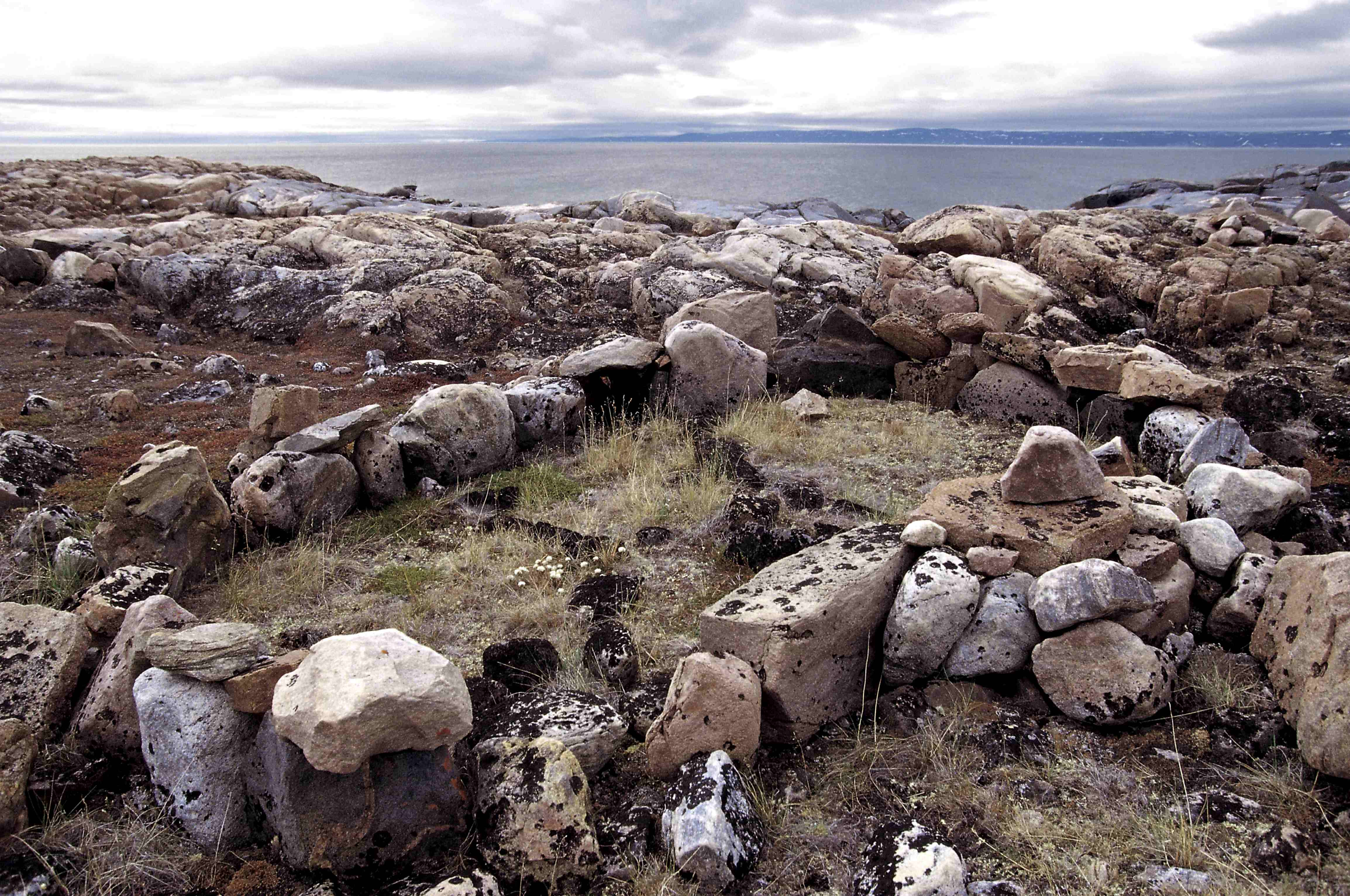
Fornlämningar i Ukkusiksaliks nationalpark, Tinittuktuq Flats, nära Wager Bay.

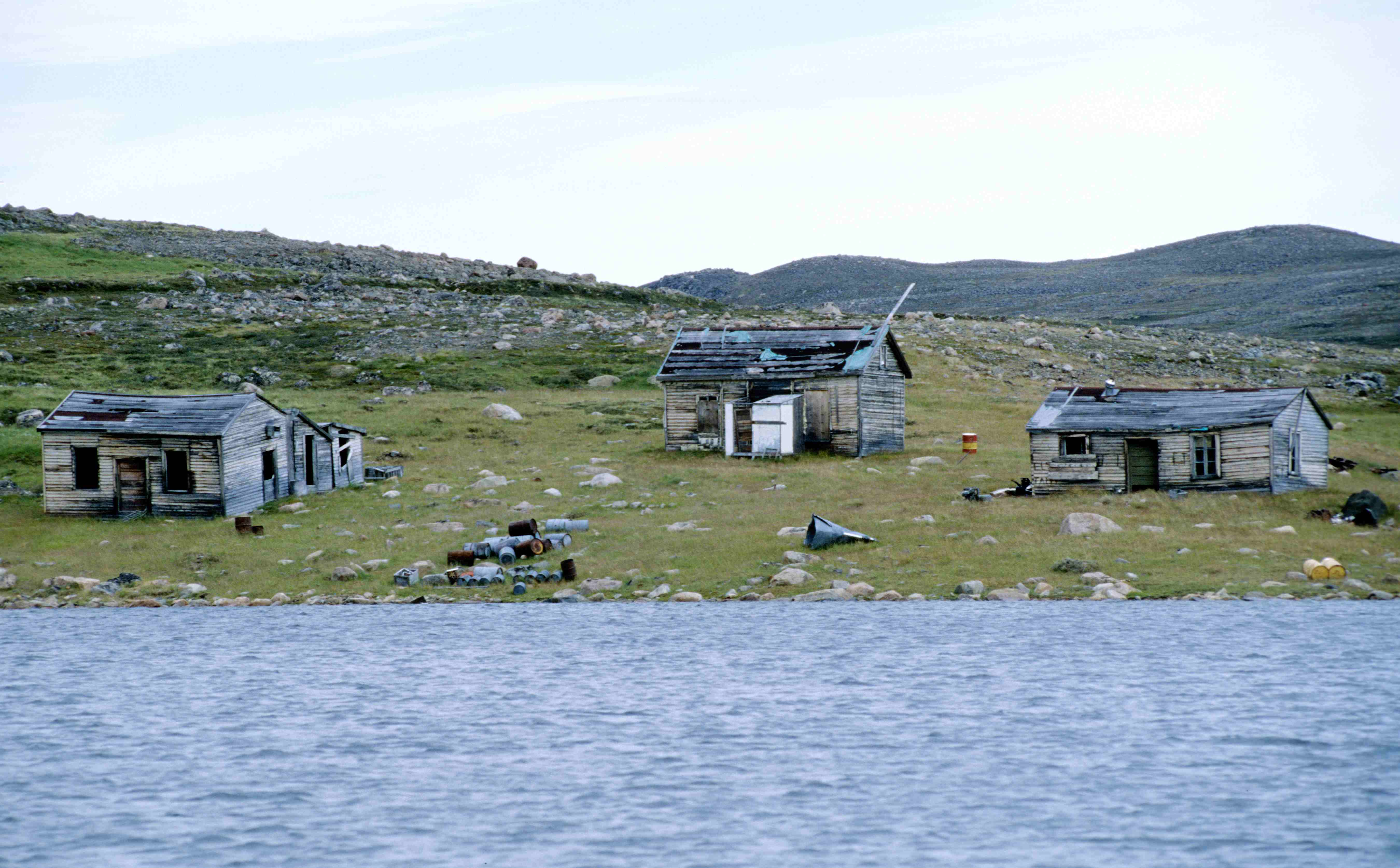
Övergiven utpost för Hudson Bay-kompaniet vid Ford Lake.

I Ukkusiksaliks nationalpark finns spår som visar att människor bebott området under lång tid. Omkring 500 arkeologiska platser har identifieras, från både tiden för Dorsetkulturen (500 f.Kr till 1000 e.Kr) och Thulekulturen (1000-talet till 1800-talet). Det finns också lämningar av bosättningar från de senaste två århundradena, som en övergiven handelsstation från 1925–1947 som tillhörande Hudson Bay-kompaniet. 1742 blev Christopher Middleton med sitt skepp Furnace den förste europé som besökte området. Han namngav Wager Bay efter sir Charles Wager, en av sponsorerna för sin expedition. Den avlägsna regionen befanns dock vara av mycket litet värde för européerna och det dröjde närmare 100 år innan den gavs någon särskild uppmärksamhet igen. 1864 kom den amerikanske upptäcktsresanden Charles Francis Hall med sitt skepp Monticello att övervintra i mynning till Wager Bay, under sitt sökande efter den förlorade Franklinexpeditionen. Mer uppmärksammad blev regionen först när pälshandeln började etablera sig i området i slutet av 1800-talet. Omkring mitten av 1940-talet hade större delen av områdets ursprungsbefolkning flyttat in i byar och Hudson Bay-kompaniet övergav sin verksamhet i trakten. På 1960-talet lämnade de sista inuiterna den mark som senare skulle bli Ukkusiksaliks nationalpark.

## Geografi och klimat

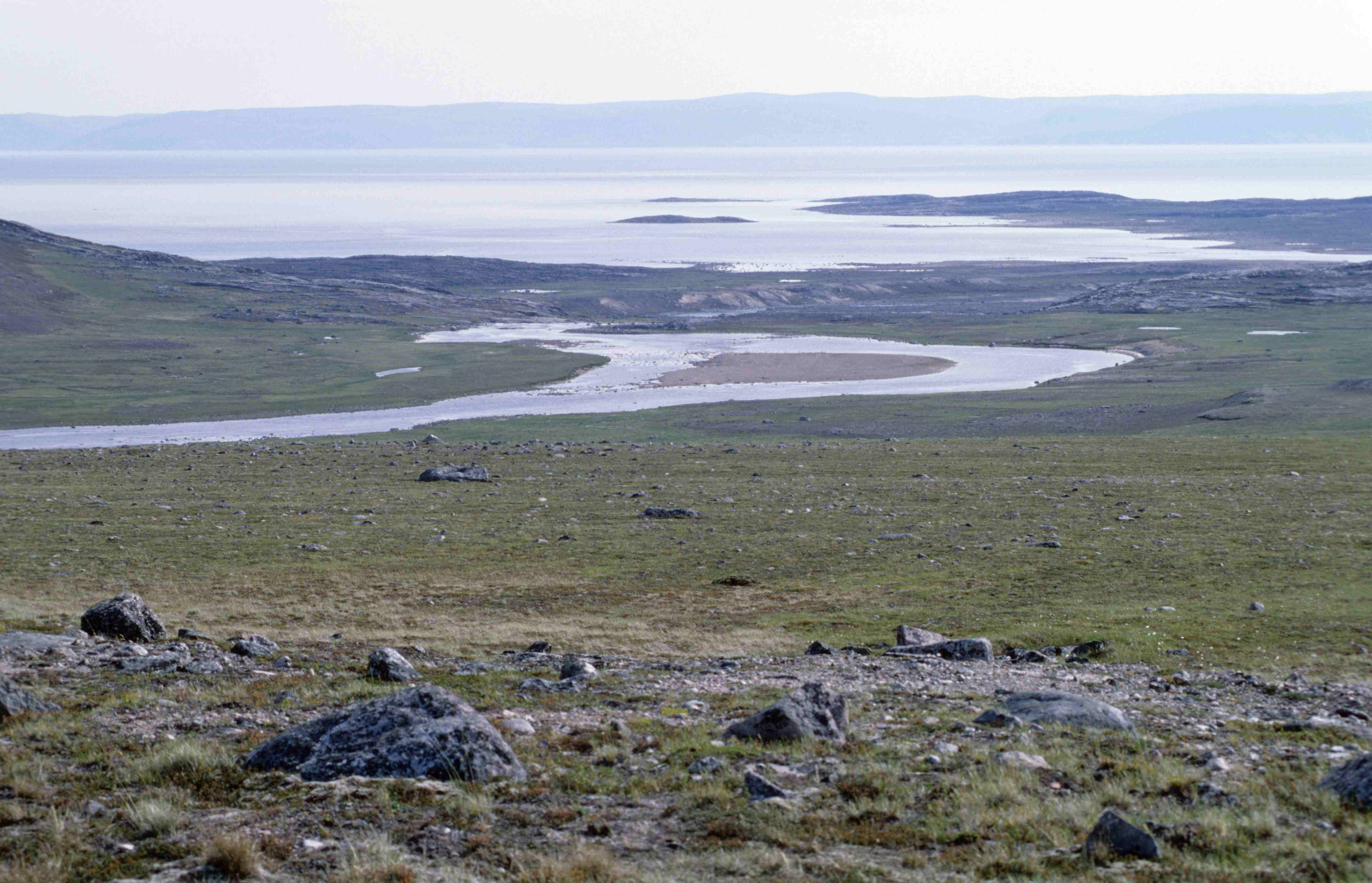
Vy över Sila River och Wager Bay.

Naturen i Ukkusiksaliks nationalpark består av tidvattenpåverkade arktiska kustområden, tundraområden, sjöar, vattenfall och floder. Viken Wager Bay, med sitt smala inlopp, är parkens centrum. Skillnaden mellan hög- och lågvatten kan vara upp till åtta meter. Förhållandena i området präglas av ett arktiskt kustklimat, med relativt lite nederbörd, låga temperaturer och kraftiga vindar, särskilt på vintern. Normalt är Wager Bay inte helt isfri före början av juli.

## Djurliv
Däggdjur som finns i Ukkusiksaliks nationalpark är exempelvis isbjörn, caribou, arktisk sisel, brun lämmel, fjällräv, polarhare, polarvarg, myskoxe, snöskohare och järv. I vattnen i Wager Bay förekommer havslevande däggdjur som vikare, storsäl, valross, knubbsäl, vitval och narval. Omkring 40 olika arter av fåglar har observerats i parken.

## Växtliv
Växtsamhället i Ukksiksaliks nationalpark är typiskt för karga tundraområden, men tillsammans med mossor, lavar och alger finns 25 högre familjer representerade, med blommande örter som fjällsippa, purpurbräcka, ormrot, fjällvallmo och rosling.